# Langues conservatrices et innovantes
 (juillet 2025).
En linguistique, une forme, une variété ou une caractéristique conservatrice d'une langue est une forme qui a relativement peu changé au cours de l'histoire de la langue, ou qui est relativement résistante au changement. À l'opposé se trouvent les formes, variétés ou caractéristiques innovante, qui ont subi des changements relativement plus importants ou plus récents. Le spectre peut encore être élargi aux formes archaïques, qui sont non seulement chronologiquement anciennes (et souvent conservatrices), mais aussi rarement utilisées dans la langue moderne ; quant à la forme obsolète, elle est complètement tombée en désuétude. Une étape linguistique archaïque est chronologiquement ancienne par rapport à une étape linguistique plus récente, tandis que les termes conservateur et innovant comparent généralement des formes, des variétés ou des caractéristiques contemporaines.
Une forme linguistique conservatrice, telle qu'un mot ou une caractéristique sonore, est une forme qui reste plus proche d'une forme plus ancienne à partir de laquelle elle a évolué que les formes apparentées provenant de la même source:87. Par exemple, le mot espagnol caro /'kaɾo/ et le mot français cher /ʃɛʁ/ ont tous deux évolué à partir du mot latin cārum /'ka:rum/ [ˈkaːɾũː] (proto-roman /ˈka.ru/). Le mot espagnol, qui est plus proche de l'ancêtre commun, est plus conservateur que son équivalent français, qui est plus innovant:87.
Une langue ou une variété linguistique est dite conservatrice si elle présente moins de nouveautés ou de changements que les variétés apparentées. Par exemple, l'islandais est, à certains égards, plus proche du vieux norrois que d'autres langues qui ont évolué à partir du vieux norrois, notamment le danois, le norvégien ou le suédois, tandis que le sarde (en particulier les dialectes nuorais) et l'italien sont considérés comme les langues romanes les plus conservatrices,,,,. Une étude de 2008 concernant la stabilité de l'islandais moderne semble confirmer son statut de « stable ». Par conséquent, l'islandais:71 et le sarde sont considérés comme des langues relativement conservatrices. De même, certains dialectes d’une langue peuvent être plus conservateurs que d’autres. Les variétés standard, par exemple, ont tendance à être plus conservatrices que les variétés non standard, car l’éducation et la codification par écrit ont tendance à retarder les changements.
On dit généralement que l’écriture est plus conservatrice que la parole, car les formes écrites évoluent généralement plus lentement que la langue parlée. Cela contribue à expliquer les incohérences dans les systèmes d’écriture tels que l’anglais ; étant donné que la langue parlée a changé relativement plus que la langue écrite, la correspondance entre l’orthographe et la prononciation est très limitée.
Une langue peut être conservatrice à un égard tout en étant innovante à un autre. Le bulgare et le macédonien, des langues slaves étroitement apparentées, sont novateurs dans la grammaire de leurs noms, ayant abandonné presque tous les vestiges du système complexe de cas slaves ; en même temps, ils sont très conservateurs dans leur système verbal, qui a été grandement simplifié dans la plupart des autres langues slaves. L'anglais, qui est l'une des langues germaniques les plus innovantes à bien des égards (vocabulaire, flexion, phonologie vocalique, syntaxe), est néanmoins conservateur dans sa phonologie consonantique, conservant des sons tels que (notamment) [ð] et [θ] (th), qui ne subsistent que chez l'anglais, l'islandais et l'écossais (et dans une moindre mesure dans la langue elfdalienne où il est cependant en voie de disparition). Le sarde, la langue romane la plus conservatrice tant sur le plan lexical que phonétique, possède une morphologie verbale un peu plus simple que celle d'autres langues romanes comme l'espagnol ou l'italien.
Au 6e siècle après J.-C., l'arabe classique était une langue sémitique conservatrice par rapport au syriaque classique, qui était parlé à la même époque ; l'arabe classique ressemble fortement au proto-sémitique tel qu'aujourd'hui reconstruit, et le syriaque a beaucoup plus changé. Comparé au néo-araméen moderne du nord-est, qui lui est étroitement lié mais n'en est pas nécessairement directement issu, le syriaque classique est encore une forme linguistique très archaïque car il est également chronologiquement ancien. Le géorgien a remarquablement peu changé depuis la période géorgienne ancienne (IVe/Ve siècle après J.-C.).
Dans le contexte de familles linguistiques entières, le lituanien et le finnois sont les plus conservateurs parmi les langues indo-européennes modernes et les langues ouraliennes respectivement.